# Nihonga
Nihonga (日本画? lett. "pittura in stile giapponese") definisce uno stile artistico nel quale le opere sono realizzate secondo le convenzioni artistiche tradizionali e con l'utilizzo di tecniche e materiali della tradizione giapponese.

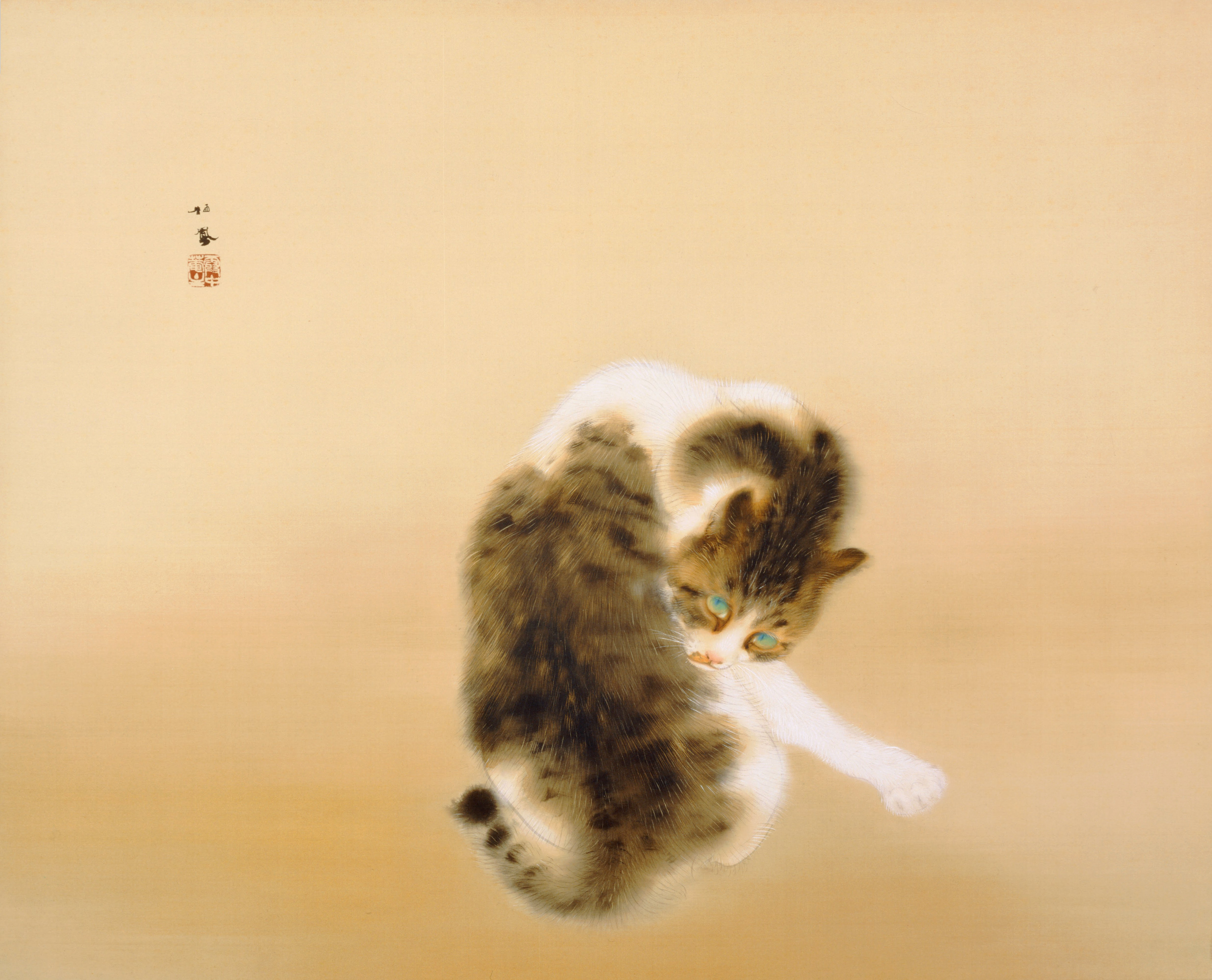
Madaraneko (斑猫) di Takeuchi Seihō (1924).

Sebbene lo stile nihonga sia basato su una tradizione millenaria, il termine è stato coniato nel periodo Meiji (1868-1912) dell'Impero giapponese per distinguere questo indirizzo artistico dalle opere di influsso occidentale e che fanno ricorso alle tecniche e ai materiali in uso in Occidente (complessivamente definite "yōga").

## Storia
La spinta a rinvigorire la pittura tradizionale sviluppando uno stile giapponese più moderno e aggiornato venne da molti artisti  tra i quali Shiokawa Bunrin, Kōno Bairei, Tomioka Tessai e critici d'arte tra i quali Okakura Kakuzō e Ernest Fenollosa nel tentativo di controbattere l'infatuazione per la cultura occidentale sostenuta dal governo Meiji e di valorizzare l'importanza storica e la bellezza delle arti tradizionali del Giappone.

Soprattutto Fenollosa e Tenshin hanno giocato un ruolo molto importante nel definire i curricula delle principali scuole d'arte nihonga e nel sostenere  e promuovere attivamente numerosi artisti.

Nihonga non rappresenta solo la continuazione di una tradizione pittorica.

In confronto con lo Yamato-e, la gamma dei soggetti rappresentati è molto più ampia e soprattutto gli elementi stilistici e tecnici delle varie scuole della tradizione (Scuola Kanō, Rinpa e Maruyama Ōkyo) sono ripresi e rielaborati e armonizzati tra loro. Infatti gli elementi distintivi delle singole scuole del periodo Edo vengono combinati e fusi tra loro.

Tuttavia, in molti casi, gli artisti Nihonga adottarono anche aspetti realistici derivati dalle tecniche pittoriche occidentali quali la prospettiva e l'ombreggiatura.

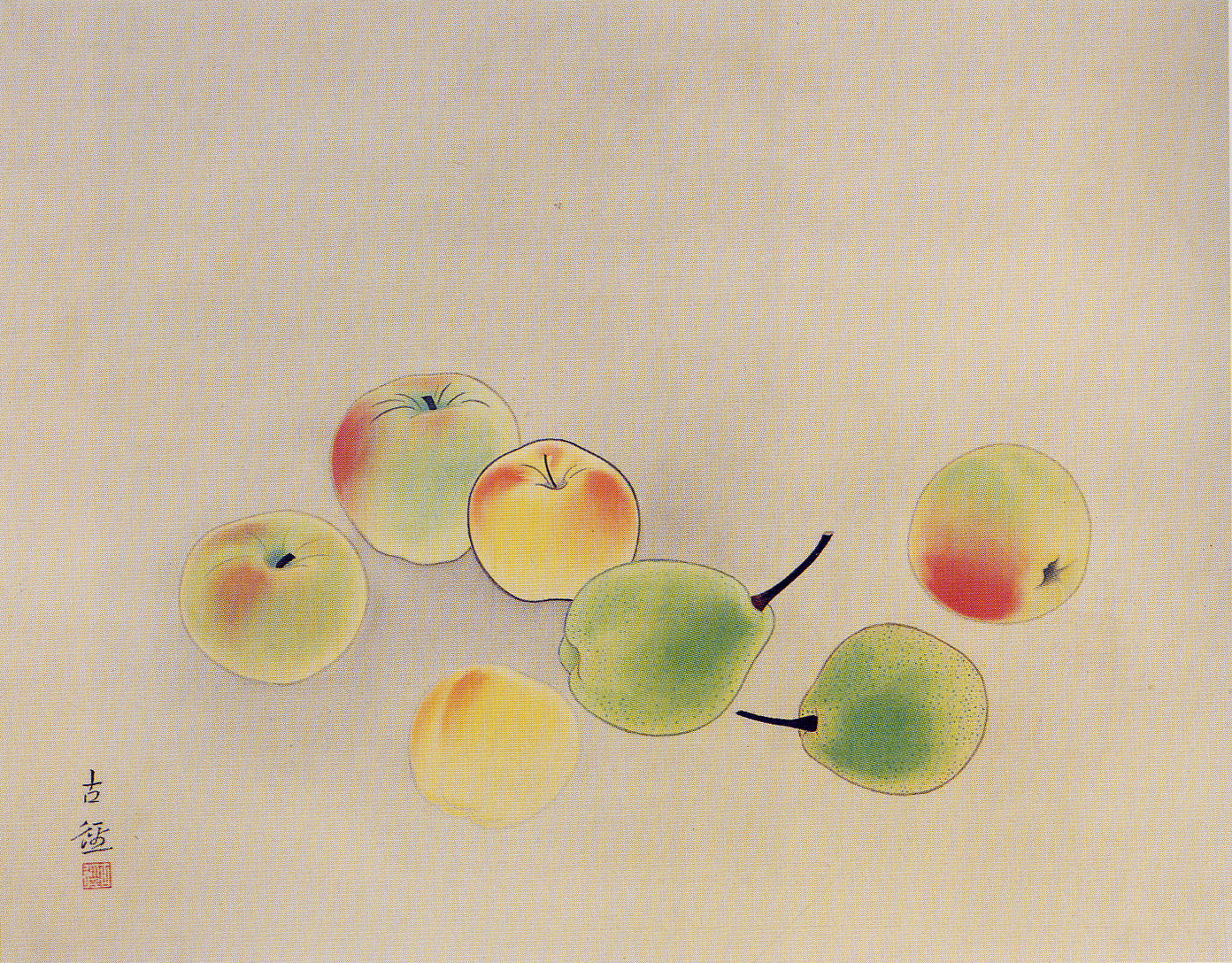
Frutta di Kokei Kobayashi (1910).

## Materiali
Le opere Nihonga sono normalmente realizzate a pennello su washi (carta giapponese a mano) oppure eginu (seta). I dipinti possono essere sia monocromi sia policromi.
Le opere monocrome, note come sumie, sono realizzate con inchiostro di china nero prodotto con fuliggine e colla di derivazione animale.
Nelle opere policrome, i pigmenti  utilizzati sono sempre naturali e non chimici: minerali, conchiglie di molluschi, coralli, pietre semipreziose quali malachite, azzurrite, cinabro. I minerali grezzi sono ridotti in polvere in 16 granulometrie, da polvere finissima a granella. Una soluzione di colla animale chiamata “nikawa” costituisce il legante di questi pigmenti.
In entrambi i casi, inchiostro di china e pigmenti, il diluente è sempre l'acqua.
Il Gofun (polvere di carbonato di calcio derivata dalla macinatura delle valve di ostriche e capesante) è un materiale molto importante nella pittura nihonga. Viene utilizzato sia come colore di fondo sia come colore di copertura. Talvolta oltre ai pigmenti si utilizzano oro o argento in lamine o polvere.

Originariamente i dipinti nihonga venivano realizzati per essere montati su rotolo da appendere alle pareti (kakemono) oppure su rotoli da srotolare orizzontalmente per la lettura (emakimono); pitture nihonga sono eseguite anche per il montaggio su porte scorrevoli (fusuma) oppure su paraventi (byōbu).
Attualmente si utilizza prevalentemente carta tesa su pannelli di compensato adatti alla incorniciatura senza anteposizione di vetro di protezione.

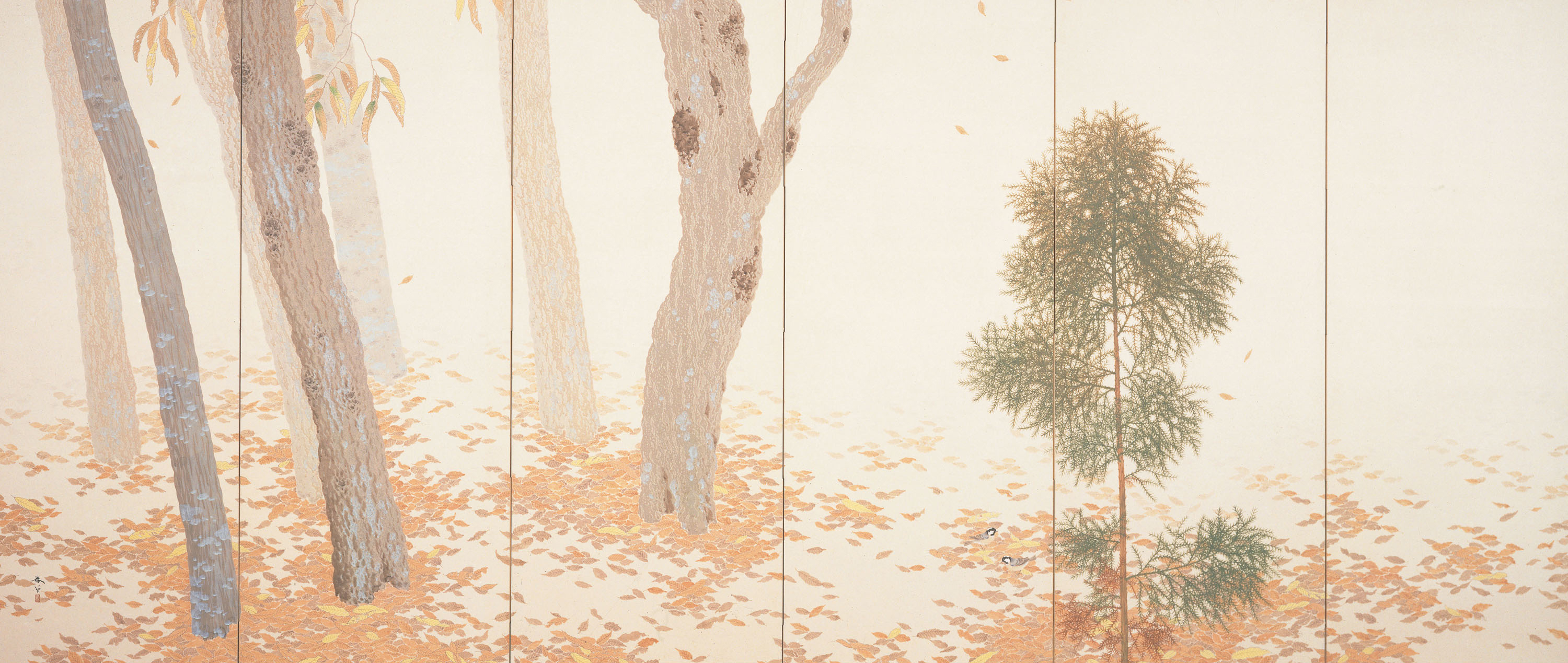
Rakuyō (落葉) di Shunsō Hishida (1909).

## Tecniche
La pittura nihonga in inchiostro di china (sumie) consente un'ampissima modulazione di toni dal nero profondo e intenso al grigio chiarissimo quasi bianco attraverso la diluizione dell'inchiostro. Occasionalmente può essere aggiunta all'inchiostro di china una tonalità verdastra per la coloritura di alberi montagne e fogliame.
Elemento comune dell'arte nihonga è la ricerca di semplificazione e stilizzazione delle forme della natura finalizzata, attraverso l'eliminazione del superfluo, alla rappresentazione dell'essenza dei soggetti naturali e alla valorizzazione dell'aspetto dinamico che tutti gli elementi naturali hanno in sé.
Una grande attenzione è data alla presenza o meno della riga di contorno; è tradizione che non sia presente nella pittura di uccelli e piante.

## Sviluppi recenti in Giappone e all'estero
A seguito della tendenza alla sintesi e all'assimilazione, sebbene Nihonga rappresenti una categoria distinta all'interno delle mostre indette annualmente dal Nitten (Japan Art Academic Award), in anni recenti è diventato progressivamente più complesso tracciare una netta separazione tra arte Nihonga e arte Yōga per quanto concerne tecniche e materiali.
L'artista Tenmyouya Hisashi (1966- ) nel 2001 ha proposto un nuovo concetto artistico definito come “Neo-Nihonga”.
Il genere Nihonga ha avuto un buon seguito all'estero; artisti stranieri di Nihonga: Hiroshi Senju, il canadese Miyuki Tanobe, gli americani Makoto Fujimura e Judith Kruger, l'artista indiano Madhu Savannah. Judith Kruger ha avviato un corso di pittura Nihonga alla School of the Art Institute di Chicago e al Savannah, Georgia Department of Cultural Affairs.
All'Università delle Arti di Tokyo, successivamente alla seconda guerra mondiale, si sono formati numerosi artisti contemporanei che operano nella tradizione pittorica del nihonga; Takashi Murakami, Hiroshi Senju, Norihiko Saito, Chen Wengguang, Keizaburo Okamura e Makoto Fujimura sono artisti di primo piano che espongono a livello internazionale.

Enbu (炎舞) di Gyoshū Hayami, Important Cultural Property (1925).

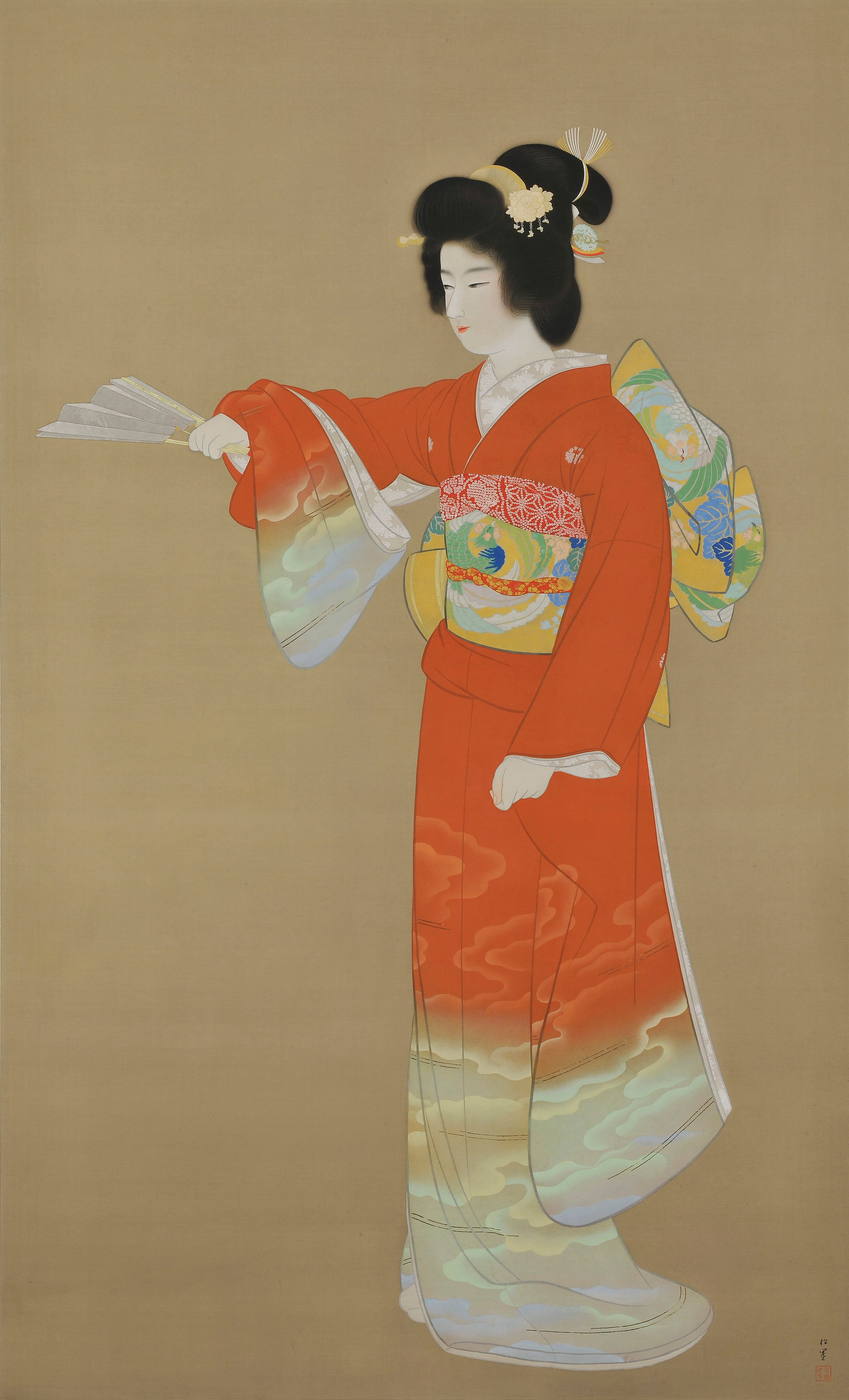
Jo no Mai (序の舞) di Shōen Uemura (1936).

## Lista di pittori nihonga
Qui di seguito una lista di pittori che hanno realizzato opere nello stile nihonga, sebbene alcuni più eclettici hanno sperimentato anche pitture influenzate dallo stile occidentale (Yōga).

I nomi sono elencati in ordine alfabetico anteponendo, secondo l'uso giapponese, il cognome al nome.

### Periodo Meiji (1868-1912)
- Shunsō Hishida 菱田春草 1874-1911
- Kawai Gyokudō 川合玉堂 1873-1957
- Maeda Seison 前田青邨 1885-1977
- Shimomura Kanzan 下村観山 1873-1930
- Takeuchi Seihō 竹内栖鳳 1864-1942
- Tomioka Tessai 富岡鉄斎 1837-1924
- Shōen Uemura 上村松園 1875-1949
- Yasuda Yukihiko 安田靫彦 1884-1978
- Yokoyama Taikan 横山大観 1868-1958

### Periodo Taishō (1912-1926)
- Gyoshū Hayami 速水御舟 1894-1935
- Itō Shinsui 伊東深水 1898-1972
- Kaburaki Kiyokata 鏑木清方 1878-1972
- Ryūshi Kawabata 川端龍子 1885-1966
- Kagaku Murakami 村上華岳 1888-1939
- Yumeji Takehisa 竹久夢二 1884-1934
- Tsuchida Bakusen 土田麦僊 1887-1936

### Periodo Shōwa (1926-1989)
- Dōmoto Inshō 堂本印象 1891-1975
- Higashiyama Kaii 東山魁夷 1908-1999
- Hirayama Ikuo 平山郁夫 1930-
- Kataoka Tamako 片岡球子 1905-
- Katō Eizō 加藤栄三 1906-1972
- Katō Tōichi 加藤東 1916-1996
- Kitazawa Rakuten 北澤楽天 1876-1955
- Koizumi Junsaku 小泉淳作 1924-
- Kokei Kobayashi 小林古径 1883-1957
- Gakuryō Nakamura 中村 岳陵 1890-1969
- Ogura Yuki 小倉遊亀 1895-2000
- Okuda Gensō 奥田元宋 1912-2003
- Okumura Togyū 奥村土牛 1889-1990
- Ono Chikkyō 小野竹喬 1889-1979
- Oyama Katashi 小山硬 1934-
- Satō Shin 佐藤晨 (previously 佐藤昌美) 1935-
- Shiode Hideo 塩出英雄 1912-2001
- Sugiyama Yasushi 杉山寧 1909-1993
- Takashima NoJūrō 高島野十郎 1890-1975
- Takayama Tatsuo 高山辰雄 1912-2007
- Tanaka Isson 田中一村 1908-1977
- Uchida Aguri 内田あぐり 1949-
- Yamaguchi Kayō 山口華楊 1899-1984
- Tomohide Dote 土手朋英 1944-
- Reiji Hiramatsu 平松 礼二 1941-

### Periodo Heisei (1989-2019)
- Matsui Fuyuko 松井冬子 1974-
- Nagura Hiroo 名倉弘雄 1945-
- Nishida Shun'ei 西田俊英 1953-
- Gotō Jin 後藤仁 1968-